# Требеко (Бергамо)
Требеко је насеље у Италији у округу Бергамо, региону Ломбардија.
Према процени из 2011. у насељу је живело 141 становника. Насеље се налази на надморској висини од 211 м.